# Heinrich von Littrow
Heinrich von Littrow (Beč, 26. siječnja 1820. – Opatija, 25. travnja 1895. ) bio je austro-ugarski kartograf, književnik i pjesnik čeških korijena. Proveo je dobar dio života u Rijeci i bio uvjereni zagovornik univerzalističke i humanističke misije Austro-Ugarskog carstva i multikulturalnosti tadašnje Rijeke.

## Život
Heinrich von Littrow bio je sin astronoma Joseph Johann von Littrow, oplemenjenog 1836., i njegove supruge Karoline von Ulrichsthal. Među svojih dvanaest braće, Karl Ludwig von Littrow bio je istaknuti astronom. Njegova kći Lea von Littrow postala je poznata fiumanska slikarica.
Nakon završene srednje škole, von Littrow je kao pitomac došao u riječku Pomorsku akademiju. Osim teorijske obuke, služio je i na raznim carskim ratnim brodovima.
Godine 1840. ondje je završio školovanje kao najbolji u svojoj godini i stoga je poslan na Sveučilišni opservatorij u Beč na daljnji studij - "više astronomije". Tamo je neko vrijeme bio učenik svog oca, a nakon njegove neočekivane smrti 1841. godine i učenik svog brata Karla Ludwiga.
Godine 1845. von Littrow je imenovan profesorom za stilistiku i kao dopunski (pomoćni nastavnik) za matematiku i nautiku na akademiji u Rijeci. Tamo se ubrzo sprijateljio sa svojim kolegom, književnikom Heinrichom Wilhelmom Stieglitzom. Politički događaji doveli su do prebacivanja Littrowsa u Trst, a on je također kao časnik bio sudjelovao u blokadi Venecije. Tu je uspješno objavio svoju du\nost, pa je odlikovan je Ordenom za vojne zasluge nakon zauzimanja Venecije.
Od 1850. von Littrow provodi važne pripremne radove za poboljšanje austrijske mornarice. Od 1852. uveo je upotrebu obojene plastike u pomorske karte, što je ubrzo postalo uobičajeni standard i zajedno s admiralom barunom Bernhardom von Wüllerstorf-Urbairom radio je na reorganizaciji carske mornarice. Littrow je sa svojim kolegom Gustavom Stelczykom stvorio trendovski reljef Jadranskog mora. S druge strane, von Littrow je razvio jeftinu metodu da brzo popravi uništenu luku Pesaro i da je vrati u pogon. Zbog toga je imenovan "Patricijem" od grada Pesara i papa Pio IX ga je odlikovao Redom Svetog Silvestra.
Godine 1857. von Littrow je unaprijeđen u kapetana fregate i stacioniran u Trstu. Uz službene dužnosti, bavio se i kulturom. Uz redovita znanstveno-popularna predavanja, bio je i ključan u osnivanju Schillerove udruge u Trstu. Svojim raznolikim djelovanjem ova je udruga dugo godina bila važno društveno središte grada.
Littrow je bio prijatelj s poznatim dalmatinskim skladateljem Franzom von Suppè. Tekst za popularnu ariju Hab ich nur deine Liebe, die Treue brauch ich nicht u von Suppèovoj opereti Bocaccio iz 1879. ne potječe od libretista Friedrich Zell i Richard Genée, nego od von Littrowa. Kratku pjesmu već je objavio 1857. pod naslovom "Liebe und Treue" u svojoj svesci pjesama "Aus der See". U svojem književnom i pjesničkom djelu von Littrow se često pozivao na jedinstvo svih ljudi i svih naroda, uzdizao specifični kozmopolitizam Ciottine Rijeke tih godina u kojoj je živio i radio, i koje je vidio kao pravi grad budućnosti, mjesto gdje se razvija kulturna nacija a ne etnička. Borio se u svom radu protiv svih nacionalizama te u korist onoga što je vidio kao univerzalističkom i humanističkom misijom njegove Austro-Ugarske domovine.
Von Littrowa je angažirao Freiherr Karl Ludwig von Bruck kao kapetan austrijskog Lloyda. Za to je nekoliko godina vozio Littrow u redovnoj liniji Jadrana dok mu nije povjereno upravljanje nautičkom akademijom u Trstu.
Heinrich von Littrow umro je 25. travnja 1895. u dobi od 75 godina u Opatiji.